# 皮岑贝格
皮岑贝格是奥地利上奥地利州弗克拉布鲁克县的一个市镇。总面积6平方公里，总人口516人，人口密度86.0人/平方公里（2005年）。